# Чундригар, Ибрахим Исмаил
Ибрахим Исмаил Чундригар (урду ابراہیم اسماعیل چندریگر‎; 15 сентября 1897, Годхра, Гуджарат, Британская Индия — 26 сентября 1960, Лондон, Великобритания) — пакистанский государственный деятель, премьер-министр Пакистана (1957).

## Биография

### В Британской Индии
Родился в мусульманской семье арабского происхождения.
В 1920 г. окончил Бомбейский университет с присвоением степени бакалавра философии, в 1929 г. — бакалавра права. С 1929 по 1932 г. работал юристом Ахмадабадской муниципальной корпорации. С 1932 по 1937 г. занимался юридической практикой в сфере гражданского права, а в 1937 по 1946 г. — вел гражданские дела в Высоком суде Бомбея. В этот познакомился и сблизился с Мухаммедом Али Джинной.
В 1936 г. вступил во Всеиндийскую мусульманскую лигу, в 1937—1946 гг. избирался членом Законодательного собрания Бомбея. В 1938 г. был назначен заместителем председателя Всеиндийской мусульманской лиги. С 1940 по 1945 г. являлся лидером Всеиндийской мусульманской лиги Бомбея.
В 1946—1947 гг. — министром торговли в британских администрациях вице-королей Индии. Сыграл решающую и ведущую роль в популяризации пакистанского движения в британской администрации в Индии.

### В Пакистане
В 1947 году, после обретения Пакистаном независимости от Британской Индии, сохранил пост министра торговли Пакистана. В 1948—1950 гг. — посол в Афганистане, находился в противоречиях с афганскими властями из-за неопределенности в опросе демаркации границы между двумя государствами. В 1950—1951 гг. — губернатор Северо-Западной пограничной провинции.
В 1951—1953 гг. — губернатор Пенджаба. Покинул свой пост в результате возникших разногласий с генерал-губернатором Гуламом Мухаммадом, который по просьбе премьер-министра Хаваджи Назимуддина ввел после беспорядков в Лахоре режим чрезвычайного положения.
В 1953—1955 гг. — посол Пакистана в Турции.
В 1955—1957 гг. — министр юстиции в коалиционном трехпартийном правительстве Пакистана. Также являлся лидером оппозиции, выступая против курса Республиканской партии. Получил широкую общественную известность как сторонник парламентаризма. Считался больше юристом, а не политиком.
После отставки Хусейна Шахида Сухраварди в октябре 1957 г. был назначен на должность премьер-министра Пакистана. На первой сессии Национального собрания Чундригар представил свои планы реформирования Избирательной коллегии, которая встретила сильную парламентскую оппозицию даже со стороны его министров кабинета от Республиканской партии и «Авами лиг», под давлением в декабре того же года он был вынужден покинуть пост главы правительства..
В 1958 г. он был назначен президентом Ассоциации адвокатов Верховного суда, в этой должности оставался до конца жизни.
В его честь правительство Пакистана переименовало Маклауд-роуд в Карачи.